# Olli, Borgå
Olli är en trafikplats på Sköldviksbanan mellan Kervo och Sköldvik i Borgå stad, där banan förgrenar sig, och museibanan Borgåbanan går österut till Borgå centrum. Olli var tidigare en punkt utmed på den ursprungliga Borgåbanan mellan Kervo och Borgå.
Växeln i Olli byggdes, när byggandet av av banavsnittet Kervo–Sköldvik inleddes. Den öppnades 1972. Servicepunkten fungerade som hållplats när det fanns regelbunden tågtrafik på Borgåbanan. Senare, när trafiken i riktning mot Borgå minskade, byttes säkerhetsanordningarna i Olli ut och hållplatsen blev obemannad. 